# Моранте, Эльза
Э́льза Мора́нте (итал. Elsa Morante; 18 августа 1912[…], Рим, Королевство Италия — 25 ноября 1985[…], Рим, Италия) — итальянская писательница, переводчица.

## Биография
Внебрачный ребёнок учительницы еврейского происхождения Ирмы Поджибонси и сицилийца Франческо Ло Монако; впоследствии удочерена Аугусто Моранте, за которого её мать вышла замуж. С 1933 года начала публиковать в журналах прозу для детей.
В 1936 году познакомилась с Альберто Моравиа, в 1941 году вышла за него замуж (разошлись в 1961). На время войны переехала из Рима в небольшой городок Фонди, неподалёку от Кассино. Переводила прозу Кэтрин Мэнсфилд. В 1983 году предприняла попытку самоубийства. Умерла от последствий хирургической операции после перенесенного обширного инфаркта.

## Творчество и признание
Из написанного Моранте наиболее известен роман о Второй мировой войне «История» (1974), который всего за пять месяцев был продан в количестве 600 000 экземпляров; по нему снят телевизионный фильм Луиджи Коменчини (1989, в главной роли Клаудиа Кардинале). На стихи Моранте писали музыку Ханс Вернер Хенце, Франко Донатони и другие композиторы. Дружила с философом Джорджо Агамбеном, который запечатлел опыт их дружбы в книге «Автопортрет в кабинете».

## Произведения
- Il gioco segreto (1941, рассказы для детей)
- Le bellissime avventure di Caterì Dalla Trecciolina (1942, рассказы для детей)
- Menzogna e sortilegio (1948, роман, премия Виареджо)
- L’isola di Arturo (1957, роман, премия Стрега)
- Alibi (1958, стихотворения)
- Lo scialle andaluso (1963)
- Il mondo salvato dai ragazzini (1968, рассказы для детей)
- La Storia (1974, роман)
- Aracoeli (1984, роман, премия Медичи)

## Публикации на русском языке
- La Storia. СПб: Русско-Балтийский информационный центр БЛИЦ, 2005
- Андалузская шаль и другие рассказы. М.: Текст, 2012